# Aleksandar Obradovic
Aleksandar Obradovic (født 22. august 1927 i Bled, Slovenien - død 1. april 2001 i Beograd, Serbien) var en serbisk komponist, professor, lærer og rektor.
Obradovic studerede komposition på Musikkonservatoriet i Beograd hos professor Mihovil Logar. Han fortsatte sine studier på Columbia Princeton Electronic Music Center hos Lennox Berkeley. Han har skrevet 8 symfonier, orkesterværker, kammermusik, elektronisk musik, instrumentalværker, vokalværker etc. Obradovic underviste i komposition på Musikkonservatoriet i Beograd.

## Udvalgte værker
- Symfoni nr. 1 (1952) - for orkester
- Symfoni nr. 2 (1959-1961) - for orkester
- Symfoni nr. 3 (1967) - for orkester og elektronisk bånd
- Symfoni nr. 4 (1972) - for orkester
- Symfoni nr. 5 (1974) - for orkester
- Symfoni nr. 6 "Udviklingen af dobbelt, tredobbelt expression" (1977) - for orkester
- Symfoni nr. 7 (1985) - for orkester
- Symfoni nr. 8 "I barndommens bygede eng" (1989) - for 2 stemmer, kor og orkester